# Enel Américas
Enel Americas er en chilensk energikoncern, som driver elselskaber i Sydamerika og Mellemamerika. De har en installeret effekt på 15.965 MW og har 26,3 mio. kunder. Aktimajoriteten indehaves af Enel S.p.A..